# Estland op het Eurovisiesongfestival 2011
Estland nam deel aan het Eurovisiesongfestival 2011 in Düsseldorf, Duitsland. Het was de 17de deelname van het land op het Eurovisiesongfestival. De selectie verliep via het jaarlijkse Eesti Laul, waarvan de finale plaatsvond op 26 februari 2011. ERR was verantwoordelijk voor de Estse bijdrage voor de editie van 2011.

## Selectieprocedure
Op 19 oktober 2010 maakte de Estse nationale omroep bekend dat het van start ging met de zoektocht naar kandidaten voor het jaarlijks terugkerende Eesti Laul. Geïnteresseerde kregen tot 13 december de tijd om een nummer in te sturen. Er werd meegedeeld dat de nationale preselectie zou bestaan uit twee halve finales, gevolgd door een finale. Het hele festival zou plaatsvinden in februari 2011. In elke halve finale zouden tien deelnemers het tegen elkaar opnemen. Telkens kwalificeerden vijf artiesten zich voor de finale. De twintig deelnemers aan Eesti Laul werden gekozen door een vakjury. In de halve finales van Eesti Laul bepaalde een vakjury 50% van de punten, de rest werd bepaald door het publiek via televoting. Uiteindelijk traden er in de tweede halve finale slechts negen artiesten op. Uku Suviste, die Jagatud öö zou zingen, werd enkele dagen voor zijn halve finale gediskwalificeerd. De tekst van zijn lied was reeds eerder gebruikt door een andere artiest die met dezelfde tekstschrijver werkte.
In de finale werd eerst hetzelfde systeem toegepast om twee superfinalisten te bepalen. Vervolgens had het publiek de volledige inbreng om de definitieve Estse bijdrage voor het Eurovisiesongfestival 2011 te kiezen. Ott Sepp en Märt Avandi presenteerden net als in 2010 alle shows. De keuze viel op Getter Jaani met het nummer Rockefeller Street. Zij mocht zodoende Estland vertegenwoordigen op het zesenvijftigste Eurovisiesongfestival.

## Eesti Laul 2011

### Eerste halve finale
12 februari 2011
| Plaats | Artiest                      | Lied                       | Jury | Publiek | Totaal |
| ------ | ---------------------------- | -------------------------- | ---- | ------- | ------ |
| 1      | Getter Jaani                 | Rockefeller Street         | 9    | 10      | 19     |
| 2      | Outloudz                     | I wanna meet Bob Dylan     | 10   | 9       | 19     |
| 3      | Noorkuu                      | Be my Saturday night       | 5    | 7       | 12     |
| 4      | Victoria                     | Baby had you               | 7    | 5       | 12     |
| 5      | Jana Kask                    | Don't want anything        | 8    | 4       | 12     |
| 6      | Meister ja Mari              | Unemati                    | 3    | 8       | 11     |
| 7      | Elmayonesa                   | Kes ei tantsi, on politsei | 2    | 6       | 8      |
| 8      | Kait Tamra                   | Lubadus                    | 4    | 3       | 7      |
| 9      | Ans. Andur                   | Lapsed ja lennukid         | 6    | 1       | 7      |
| 10     | Marilyn Jurman & Karl Kanter | Veel on aega               | 1    | 2       | 3      |

### Tweede halve finale
19 februari 2011
| Plaats | Artiest                         | Lied              | Jury | Publiek | Totaal |
| ------ | ------------------------------- | ----------------- | ---- | ------- | ------ |
| 1      | Orelipoiss                      | Valss             | 9    | 8       | 17     |
| 2      | Ithaka Maria                    | Hoppa-pa-rei!     | 6    | 9       | 15     |
| 3      | MID                             | Smile             | 8    | 7       | 15     |
| 4      | Mimicry                         | The storm         | 7    | 4       | 11     |
| 5      | Rolf Junior                     | All & now         | 5    | 5       | 10     |
| 6      | Sõpruse Puiestee & Merili Valik | Rahu, ainult rahu | 2    | 6       | 8      |
| 7      | Shirubi Ikazuchi                | St. Cabah         | 3    | 3       | 6      |
| 8      | Sofia Rubina                    | My melody         | 4    | 2       | 6      |
| 9      | Tiiu Kuik                       | Second chance     | 1    | 1       | 2      |

### Finale
26 februari 2011
| Plaats | Artiest      | Lied                   | Jury | Publiek | Totaal |
| ------ | ------------ | ---------------------- | ---- | ------- | ------ |
| 1      | Getter Jaani | Rockefeller Street     | 7    | 10      | 17     |
| 2      | Outloudz     | I wanna meet Bob Dylan | 9    | 8       | 17     |
| 3      | Orelipoiss   | Valss                  | 10   | 6       | 16     |
| 4      | Jana Kask    | Don't want anything    | 8    | 5       | 13     |
| 5      | Ithaka Maria | Hoppa-pa-rei!          | 3    | 9       | 12     |
| 6      | Victoria     | Baby had you           | 4    | 7       | 11     |
| 7      | MID          | Smile                  | 5    | 4       | 9      |
| 8      | Rolf Junior  | All & now              | 6    | 2       | 8      |
| 9      | Noorkuu      | Be my Saturday night   | 1    | 3       | 4      |
| 10     | Mimicry      | The storm              | 2    | 1       | 3      |

Superfinale
| Plaats | Artiest      | Lied                   | Stemmen |
| ------ | ------------ | ---------------------- | ------- |
| 1      | Getter Jaani | Rockefeller Street     | 62%     |
| 2      | Outloudz     | I wanna meet Bob Dylan | 38%     |

## In Düsseldorf
In Düsseldorf trad Estland aan in de tweede halve finale, op 12 mei. Estland was het vijftiende van negentien landen dat zijn opwachting maakte, na Roemenië en gevolgd door Wit-Rusland. Bij het openen van de enveloppen bleek dat Getter Jaani zich had geplaatst voor de finale. Na afloop van het festival werd duidelijk dat Estland op de negende plaats was geëindigd in de halve finale, met 60 punten. In de finale trad Estland als achtste van 25 landen aan, na Zweden en voor Griekenland. Getter Jaani eindigde uiteindelijk op de voorlaatste plaats, met 44 punten.